# Banca de reserva 100 %
La banca de reserva 100 % es un sistema por el cual los bancos deben mantener reservas por el 100% de los depósitos a la vista y otros pasivos exigibles de manera inmediata, de forma que si todos los depositantes exigieran simultáneamente la retirada de esos pasivos los bancos podría hacer frente a estas demandas. No sucede lo mismo con los pasivos exigibles a plazo, ya que no supone ningún incumplimiento contractual no devolverlos antes de que estos sean exigibles. Unos de los bancos más importantes en sostener este sistema con continuidad fue el Banco de Ámsterdam, que lo sostuvo durante más de 150 años, gracias a ello en 1672 pudo devolver el dinero de los depósitos a depositantes que lo requirieron masivamente. Este sistema contrasta con la Banca de reserva fraccional que es el sistema preponderante en la actualidad.

## Referéndum en Suiza
El 10 de junio de 2018 Suiza rechazó en referéndum la propuesta Vollgeld, que proponía la abolición del modelo de banca fraccionaria en ese país.